# 那班道尔吉·扎丹巴

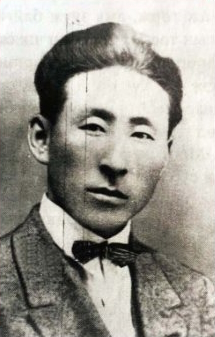
那班道尔吉·扎丹巴

那班道尔吉·扎丹巴（1900年—1939年），蒙古族，外蒙古土谢图汗部右翼左末旗（今蒙古国色楞格省呼沙特县）人，蒙古政治家。1924年担任國家大呼拉爾主席1天，成为蒙古人民共和国第一位国家元首。

## 生平
扎丹巴生于外蒙古土谢图汗部右翼左末旗（巴特尔王旗，今蒙古国色楞格省呼沙特县Baruunkharaa地区）。早年，扎丹巴先后在大库伦和伊尔库茨克的学校学习。后来，他接受电报员培训。1921年至1928年，扎丹巴先后在蒙古外务部任文书和翻译，在军事教育理事会（Army Education Directorate）任职，担任财政部副部长，在蒙古驻苏联使馆任助手。他当选为蒙古人民革命党中央委员会副主席，蒙古革命青年联盟中央委员会主席。他还曾任经济部长，全军委员会主席团（Presidium of the All-Army Council）成员，报纸《Ardyn Tsereg》（意为“人民的士兵”）的编辑，蒙苏联合股份银行（Mongolian-Soviet Joint Stock Bank）董事会副主席。自1924年至1928年，扎丹巴是国家小呼拉尔成员，以及蒙古人民革命党中央委员会主席团成员。
1928年，在蒙古人民革命党第七次代表大会上，扎丹巴被指控为“右倾机会主义”，并被免去所有职务。1929年，扎丹巴作为蒙古代表被流放到靠近苏联边境的恰克图。但扎丹巴设法到达了莫斯科，并且在国家经济高等学校（High School of National Economy）学习。毕业后，扎丹巴无法回到蒙古，所以就留在苏联从事各种工作。据说他曾在莫斯科的斯科罗霍德（Skorokhod）鞋厂当工程师。在莫斯科期间，他还将几本书籍翻译为蒙古文，这些书包括薄伽丘的《十日谈》、乔纳森·斯威夫特的《格列佛游记》、安徒生的童话等等。1931年，蒙古人民革命党拒绝了扎丹巴的申诉，并开除了其党籍。1937年12月，扎丹巴被逮捕，1938年被乔巴山建立的非常全权代表委员会（Extraordinary Plenipotentiary Commission）以从事反国家活动判处有期徒刑10年。1939年，扎丹巴在狱中因病逝世，逝世日期和地点不明。
1968年，扎丹巴获得蒙古人民共和国最高法院平反。1990年，扎丹巴获蒙古人民革命党恢复党籍。